# Nouvel hôpital d'Orléans
Le nouvel hôpital d'Orléans (appelé aussi NHO) est un hôpital français situé à Orléans dans le quartier d'Orléans-la-Source et le département du Loiret en région Centre-Val de Loire.
Employant près de 5 300 salariés, il s'agit du premier centre hospitalier universitaire d'Orléans.

## Histoire
Le premier bâtiment du site est ouvert le 2 octobre 1975 pour accueillir des personnes qui viennent de l'Hôtel-Dieu, qui à l'époque était saturé. Il est inauguré le 26 avril 1976 par Simone Veil, à cette époque ministre de la Santé. L'ancien bâtiment, toujours en activité, devait être détruit à la fin de l'année 2018, mais cette démolition est reportée.
Le nouvel hôpital, ouvert le 7 avril 2015, est construit selon les normes dites de Haute qualité environnementale. Il remplace les deux hôpitaux actuels ainsi que le site de Saran où étaient situés les soins de suites et la réadaptation. Il est inauguré le 2 janvier 2017 par le Premier ministre français Bernard Cazeneuve.

## Service
L'hôpital accueille des urgences adultes et enfants, des pôles de soins, une maternité et des crèches. Le plateau technique de radiothérapie et la pharmacie sont maintenus au 1er sous-sol de l'ancien bâtiment.

## Divers
Une scène du film Police Python 357 d'Alain Corneau (1975) se déroule dans le parking de l'hôpital. L'ancien bâtiment désaffecté sur le site sert également de décor du film 120 battements par minute de Robin Campillo, sortie en 2017. Plusieurs scènes du téléfilm Meurtres à Orléans (2017) ont également été tournées dans l'un des bâtiments.

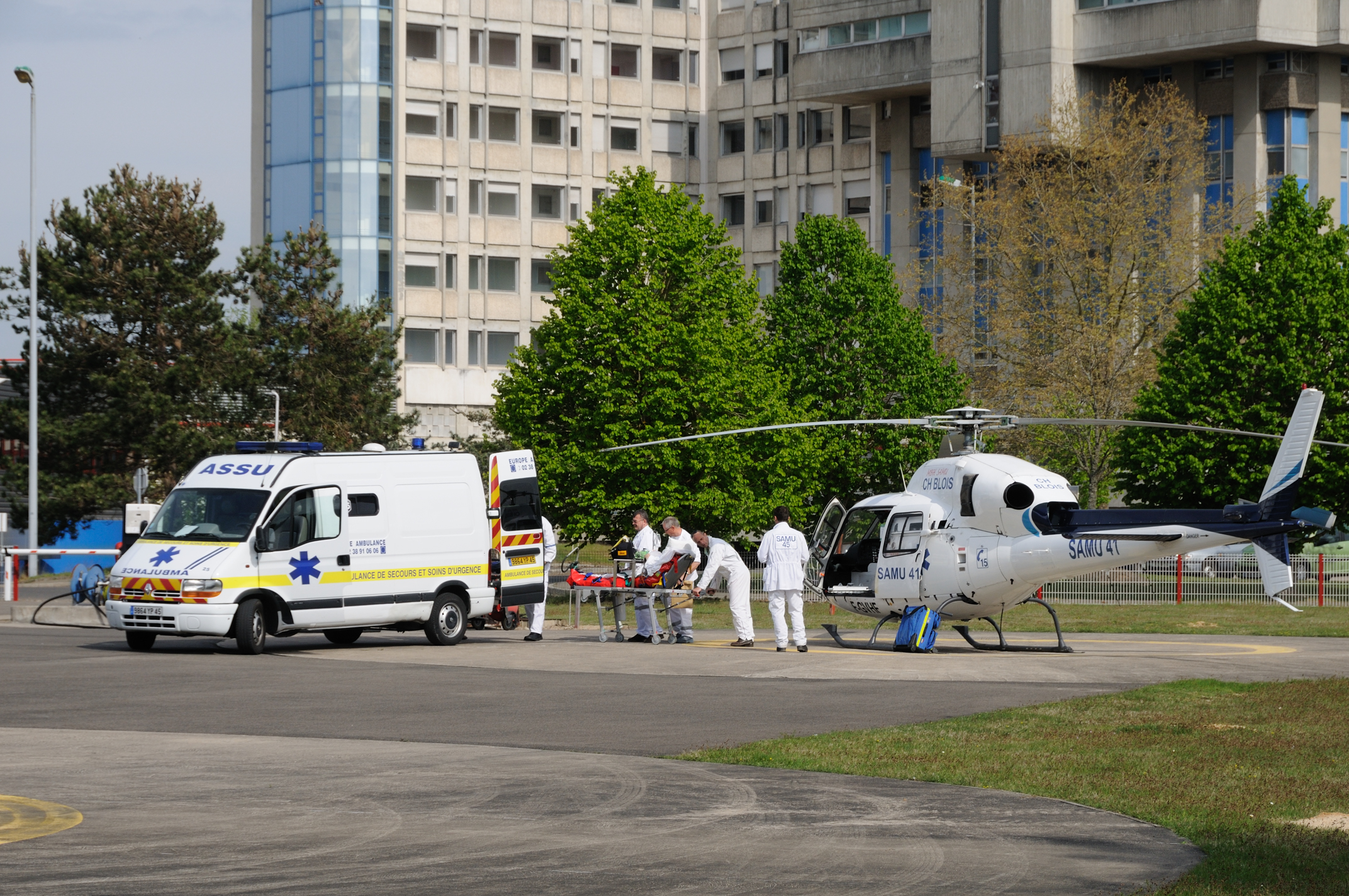
Hélicoptère de l'Hôpital de Blois parqué sur le tarmac.